# Geelrugfluiter
De geelrugfluiter (Pachycephala aurea) is een zangvogel uit de familie Pachycephalidae (dikkoppen en fluiters).

## Verspreiding en leefgebied
Deze soort is endemisch in Nieuw-Guinea en heeft een versnipperd verspreidingsgebied in de bergen van westelijk-centraal tot zuidoostelijk Nieuw-Guinea.

## Status
De grootte van de populatie is niet gekwantificeerd maar de soort wordt omschreven als vrij algemeen tot zeer algemeen. Op de Rode lijst van de IUCN heeft deze soort de status niet bedreigd.